# Veserkare
Veserkare (Userkare) byl druhým egyptským faraonem 6. dynastie. Vládl přibližně v letech ~ 2278–2277 př. n. l.
Veserkare nastoupil na trůn po Tetim, kterého pravděpodobně zavraždil nebo nechal zavraždit. Byl uzurpátor trůnu. Soudí se tak, protože jeho nástupce Pepi I. ve svých nápisech rád zdůrazňoval, že je řádný a zákonný vládce, a taky z toho důvodu, že Veserkarův předchůdce Teti zemřel násilnou smrtí. Mnoho o něm nevíme, není známa přesná délka jeho vlády ani místo, kde je pohřben. Manehto ho nezaznamenal, o jeho existenci víme jen díky Ebozevské desce a Turínskému královskému papyru. Brzy po nástupu na trůn zřejmě zemřel, nejspíš násilnou smrtí. Víme totiž, že památku na jeho osobu se snažil zničit jeho nástupce Pepi I.
Veserkareovo jméno v doslovném překladu do češtiny znamená: „Silná je duše Reova“.